# Pascal Breier
Pascal Breier (* 2. Februar 1992 in Nürtingen) ist ein deutscher Fußballspieler, aktuell in Diensten des mecklenburg-vorpommernschen Oberligisten FC Anker Wismar.

## Spieler-Karriere

### Vereine

#### Jugend
Breier wechselte in der Jugend 2003 vom TSV Neckartenzlingen zum SSV Reutlingen. Drei Jahre später schloss er sich der Jugend des VfB Stuttgart an. Die B-Jugend der Stuttgarter führte er in der Saison 2008/09 als Kapitän und Torschützenkönig der Staffel Süd/Südwest zur Deutschen U-17-Meisterschaft. Ein Jahr später holte er mit den Stuttgartern den Staffelsieg in der A-Junioren-Bundesliga und nahm an der Endrunde um die Deutsche A-Junioren-Meisterschaft 2010 teil.

#### Karrierebeginn in Stuttgart und Großaspach
Noch als A-Jugendspieler gab Pascal Breier am 12. Spieltag der Drittliga-Saison 2010/11 unter VfB-Trainer Jürgen Seeberger gegen den SV Wehen Wiesbaden sein Profidebüt für den VfB Stuttgart II, wo er zur zweiten Halbzeit für Öztürk Karataş eingewechselt wurde. Sein erstes Profi-Tor erzielte er eine Woche später gegen Wacker Burghausen. Angreifer Breier lief in jener Saison neun Mal für die Zweitvertretung auf und rangierte mit dem Team am Ende der Spielserie auf Platz 10. Mit der A-Jugend, für die er in der Bundesliga-Saison 2010/11 ebenfalls neun Spiele bestritt und dabei sieben Tore erzielte, konnte Platz vier erreicht werden. Ende Juni 2011 unterzeichnete er einen bis Juni 2015 datierten Profivertrag beim VfB Stuttgart. Unter Jürgen Kramny brachte er es in der folgenden Drittliga-Saison 2011/12 auf 19 Einsätze, in denen ihm jedoch kein Treffer gelang. Mit der Reservemannschaft gelang ein ungefährdeter 11. Platz in der Tabelle.
Nach dem 5. Spieltag der Drittliga-Saison 2012/13 wurde Pascal Breier Mitte August 2012 bis zum Ende des Kalenderjahrs an die in der Regionalliga Südwest spielende SG Sonnenhof Großaspach verliehen und bestritt dort 17 Ligaspiele, in denen er fünf Tore erzielen konnte. Mit Sonnenhof Großaspach spielte Breier auch erstmals im DFB-Pokal, schied dort aber bereits in der 1. Runde der Saison 2012/13 gegen den damaligen Zweitligisten FSV Frankfurt aus. Ab Januar 2013 lief er wieder für den VfB Stuttgart II auf. Ihm gelangen bis zum Ende der Spielzeit zwei Treffer in weiteren 17 Spielen und er platzierte sich mit den Schwaben auf Platz 14. Auch in den folgenden zwei Spielzeiten schaffte er mit der Mannschaft jeweils den Klassenerhalt und trug in der Saison 2013/14 sieben Tore in 26 Spielen und in der Saison 2014/15 drei Tore in 31 Partien dazu bei.
Breier, dessen Vertrag bei den Stuttgartern nicht verlängert wurde, wechselte zur Saison 2015/16 ligaintern fest zur SG Sonnenhof Großaspach und erhielt dort einen Zweijahresvertrag. Unter Trainer Rüdiger Rehm brachte er es auf 32 Ligaspiele, in denen ihm 11 Tore gelangen.
Nachdem Breier noch in Saison 2016/17 fünf weitere Spiele für die SG Sonnenhof Großaspach bestritt, vier Drittligaspiele und ein weiteres im Landespokal, in dem ihm drei Tore gegen die TSV Schornbach gelangen, wechselte er wieder zur zwischenzeitlich in die Regionalliga abgestiegenen Stuttgarter Zweitvertretung. Am 19. Dezember 2017 kam er im Achtelfinale des DFB-Pokals 2017/18 gegen den 1. FSV Mainz 05 zu seinem ersten Einsatz für die Bundesligamannschaft des VfB Stuttgart.

#### Sieben Jahre bei Hansa Rostock
Zum Beginn des Jahres 2018 wechselte Breier zu Hansa Rostock wieder in die 3. Liga. Er unterschrieb bei den Ostseestädtern einen Vertrag bis 2020. Gleich in seinem ersten Spiel für Hansa traf Breier doppelt gegen den FC Rot-Weiß Erfurt. Hansa-Trainer Pavel Dotchev setzte ihn in allen weiteren Rückrundenspiele der Saison ein; er erzielte hierbei vier weitere Treffer und belegte zum Schluss Platz 6 in der Liga. Des Weiteren konnte er mit Hansa den Landespokal Mecklenburg-Vorpommerns gewinnen. Im Finale gewannen die Rostocker gegen den FC Mecklenburg Schwerin (2:1). Durch diesen Titelgewinn qualifizierte sich Hansa für den DFB-Pokal der nächsten Saison, bei dem er auf seinen Ausbildungsverein VfB Stuttgart traf und mit 2:0 gewann. In der zweiten Hauptrunde dieses Wettbewerbes traf Breier gegen den Bundesligisten 1. FC Nürnberg zum zwischenzeitlichen 1:0 für die Kogge.  Breier brachte es in Saison 2018/19 auf 34 Liga-Einsätze, in denen er sieben Treffer erzielen konnte. Wieder belegte er mit Hansa zum Saisonende den sechsten Platz und wurde Landespokalsieger. Im Finale konnte der Torgelower FC Greif mit 4:1 bezwungen werden. Im DFB-Pokal 2019/20 traf Breier, wie im Jahr zuvor, auf den nunmehr in die zweitklassig spielenden VfB Stuttgart und verlor mit Hansa diesmal 0:1. In der Liga brachte er es unter Hansa-Trainer Jens Härtel auf 36 Liga-Einsätze (15 Tore) und wurde somit vereinsinterner Torschützenkönig. Wieder wurde er mit den Ostseestädtern Tabellensechster und erneut konnte der Landespokal gegen Torgelow gewonnen werden (3:0). Kurioser Weise kam es im DFB-Pokal zum dritten Mal hintereinander in der ersten Hauptrunde zur Paarung Hansa Rostock – VfB Stuttgart. Erneut verloren die Rostocker auch in Saison 2020/21 gegen die in die Bundesliga zurückgekehrten Schwaben mit 0:1. Im Laufe der Drittliga-Saison 2020/21, in der am Ende der Aufstieg in die 2. Bundesliga gelang, lief er 33 Mal für die Hanseaten auf und erzielte hierbei sechs Treffer.

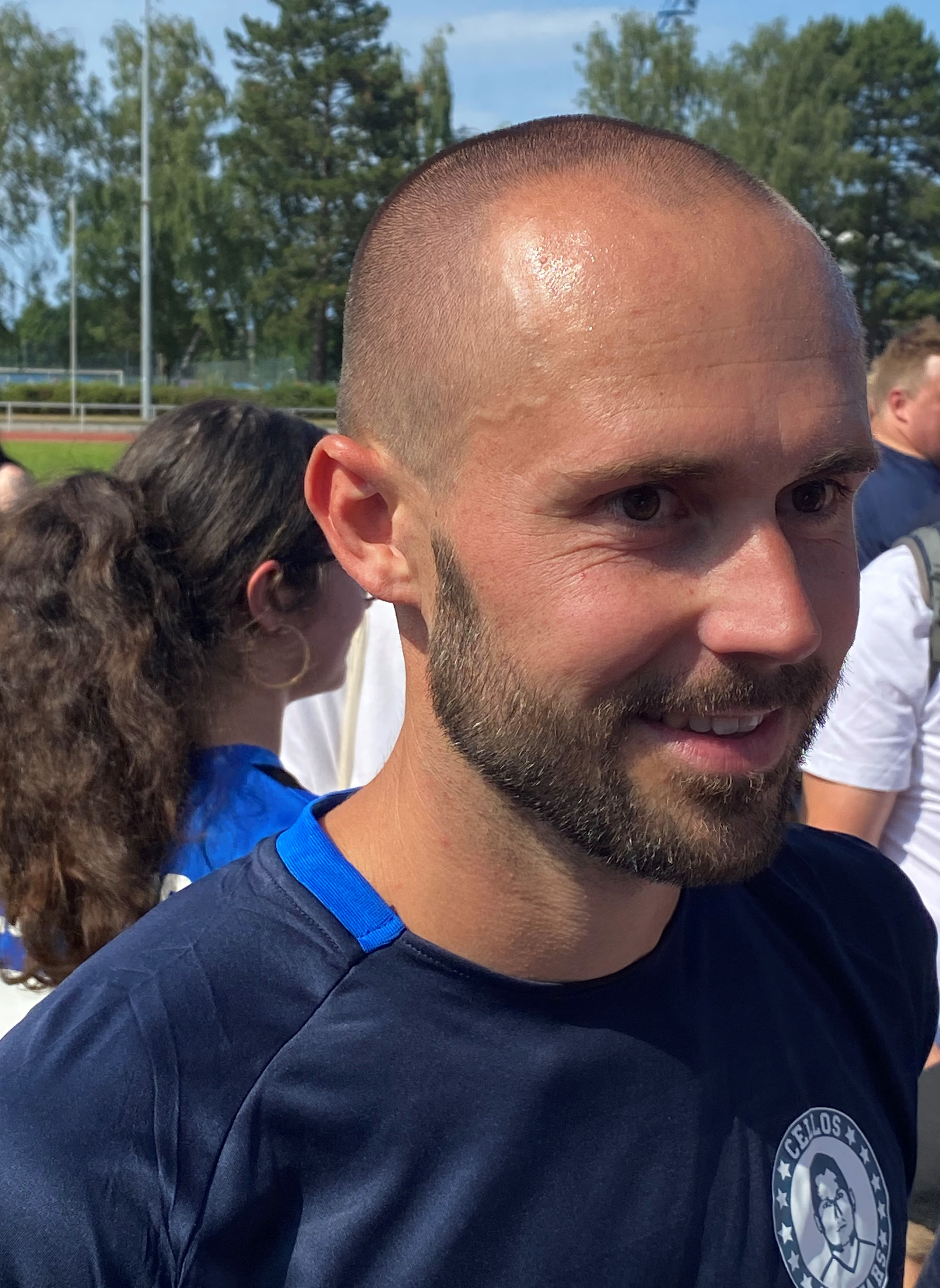
Pascal Breier am 24. Juni 2023 nach dem Abschiedsspiel von Marcel Ziemer im Leichtathletikstadion Rostock.

Erst am 9. Spieltag der Zweitliga-Saison 2021/22 kam Breier im Auswärtsspiel bei Holstein Kiel (2:0) ab der 87. Spielminute zu seinem Debüt in dieser Saison und in der 2. Fußball-Bundesliga überhaupt. Bis zum Ende der Hinrunde brachte es Breier auf vier Kurzeinsätze im Ligabetrieb und einem Einsatz in der 2. Hauptrunde im DFB-Pokal 2021/22 gegen den SSV Jahn Regensburg. Hier wurde er von Trainer Härtel in der 65. Spielminute für John Verhoek eingewechselt und traf im Jahnstadion in der 121. Minute zum 3:3-Ausgleich. Im folgenden Elfmeterschießen traf als letzter Schütze zum 7:5 für Hansa, was den ersten Einzug des Klubs ins DFB-Pokal-Achtelfinale seit 13 Jahren bedeutete. Dort allerdings, Pascal Breier blieb ohne Einsatz, schied die Kogge gegen den Bundesligisten RB Leipzig aus. Im ersten Rückrundenspiel der Saison erhielt er seinen ersten Startelf-Einsatz und traf in dieser Partie gegen den Karlsruher SC doppelt. Insgesamt brachte es Breier in jener Spielzeit, in der sich Hansa als Dreizehnter in der Tabelle platzierte, auf 13 Zweitliga-Einsätze, in denen er vier Tore erzielte.
In der folgenden Zweitliga-Saison 2022/23 – erneut erreichte Hansa den 13. Platz – schrumpften Breiers Einsätze auf fünf. Hinzu kam ein weiterer Kurzeinsatz im DFB-Pokal der 1. Runde 2022/23 gegen den VfB Lübeck (0:1). Verantwortlich für die wenigen Einsatzzeiten waren gesundheitliche Probleme und ein privater Schicksalsschlag. Über drei Einsätze und ein Tor in der 2. Mannschaft, die in der Oberliga Nordost spielte und als Meister in die Regionalliga Nordost aufstieg, kämpfte sich der Publikumsliebling zurück und stand ab Mitte April zunächst ohne Einsatz im Kader der Profimannschaft. Zu seinem letzten Einsatz für die Mecklenburger kam Breier unter Hansa-Trainer Alois Schwartz am 34. Spieltag der Saison 2022/23. Er wurde in der 83. Spielminute für Lukas Hinterseer eingewechselt und erzielte im heimischen Ostseestadion in der Nachspielzeit den Siegtreffer zum 2:1 gegen Eintracht Braunschweig. Mitte Juni 2023 unterschrieb Breier einen weiteren Kontrakt in Rostock – gültig für ein Jahr – und ging somit in seine siebte Saison an Bord der Kogge.

#### Karriereausklang in Lübeck und Wismar
Der Vertrag wurde am 31. August 2023 jedoch vorzeitig aufgelöst und er wechselte zum Drittligisten VfB Lübeck, für den er in der Saison 2023/24 in 17 Spielen auflief.
Am 19. August 2024 verkündete der Oberligist FC Anker Wismar die Verpflichtung Breiers für die Saison 2024/25.

### Nationalmannschaft
Pascal Breier debütierte am 20. April 2007 für die deutsche U-15-Nationalmannschaft gegen die Schweiz und erzielte dabei ein Tor. In seinem zweiten U-15-Länderspiel gegen Polen gelangen ihm zwei Tore. Sein Debüt für das deutsche U-16-Nationalteam gab Breier am 22. September 2007 gegen Dänemark. Mit dieser Auswahl nahm Breier unter anderem an einem internationalen Turnier in Frankreich teil. Am 19. März 2009 absolvierte Pascal Breier gegen die Ukraine seine einzige Partie für die U-17-Nationalmannschaft von Deutschland.

## Funktionär
Nach der Saison 2023/24 beendete Breier seine Spielerkarriere und schloss sich dem F.C. Hansa als Team-Manager der Profimannschaft an. Nach wenigen Wochen trat er von dem Amt jedoch wieder zurück.

## Erfolge
- B-Junioren Meisterschaft: 2009 (mit VfB Stuttgart U17)
- Torschützenkönig: 2009 (mit VfB Stuttgart U17)
- Landespokalsieger Mecklenburg-Vorpommern: 2018, 2019, 2020 (mit Hansa Rostock)
- Aufstieg in die 2. Bundesliga: 2021 (mit Hansa Rostock)